# Insurgência no Bangladesh em 1972–1975
A insurgência no Bangladesh em 1972–1975 refere-se ao período do pós-independência do Bangladesh quando insurgentes de esquerda, particularmente os Gonobahini, lutaram contra o governo de Sheikh Mujibur Rahman.
O governo respondeu formando a Jatiya Rakkhi Bahini, que iniciou uma repressão sobre a população em geral. A força envolveu-se em inúmeras acusações de abuso dos direitos humanos, incluindo assassinatos políticos, fuzilamentos por esquadrões da morte, desaparecimentos forçados e estupros.

## Antecedentes
Em 1972, Jatiya Samajtantrik Dal foi formado quando se separou da Liga Chhatra de Bangladesh, a ala estudantil da Liga Awami de Bangladesh, sob a liderança de Serajul Alam Khan, Mohammad Abdul Jalil, A. S. M. Abdur Rab e Shahjahan Siraj. Seu braço armado, Gonobahini, liderado pelo coronel Abu Taher e Hasanul Haq Inu, iniciou uma campanha armada contra o governo de Sheikh Mujibur Rahman, a fim de estabelecer o socialismo científico e um Estado marxista.

## Assassinatos políticos
Anthony Mascarenhas afirma que até o final de 1973, o número de assassinatos por motivos políticos em Bangladesh após a independência era de 2000. As vítimas incluíam alguns membros do parlamento e muitos dos assassinatos foram resultados de conflitos intrapartidários dentro da Liga Awami.  Os Gonobahini também mataram vários membros da Liga Chhatra de Bangladesh e da Liga Awami.
Por outro lado, os maoístas como Siraj Sikder do Partido Purba Banglar Sarbahara e Abdul Haq começaram a atacar o governo e as pessoas que consideravam "inimigos da classe".
O governo respondeu formando o Jatiya Rakkhi Bahini. Anthony Mascarenhas afirmou que dentro de três anos, as mortes em sua maioria de membros do Jatiyo Samajtantrik Dal atingiram 30.000, os quais foram mortos pelo Jatiya Rakkhi Bahini.

## Fim da insurgência
Depois de ser libertado por Abu Taher e os Gonobahini, Ziaur Rahman percebeu que a desordem desencadeada pelo motim dos soldados seria suprimida com firmeza caso a disciplina fosse restaurada no exército. Ziaur Rahman declarou lei marcial, reprimiu o Jatiyo Samajtantrik Dal, Abu Taher foi condenado à morte e outras figuras do partido receberam vários mandatos de detenção.

## Legado
A Human Rights Watch declara que a violência institucionalizada cometida pelo Jatiya Rakkhi Bahini durante a insurgência, estabeleceu a cultura da impunidade e prevalência generalizada de abusos pelas forças de segurança no Bangladesh independente.